# さいたま市立三室中学校
さいたま市立三室中学校（さいたましりつ みむろちゅうがっこう）は、埼玉県さいたま市緑区にある公立中学校。

## シンボル
- 校歌は星野和央作詞、大中恩作曲。
- 校章は「三室中」という3文字を一つの形にまとめ、上部が「三室中」の「三」、全体が「室」、下部で「中」を表している。

## 沿革
- 1980年（昭和55年）
  - 3月1日 - 三室中学校開設準備委員長に関根英雄が着任。
  - 4月1日 - 浦和市立木崎中学校より分離独立。現・芝原小の地に、浦和市立三室中学校として開校。
  - 6月25日 - 校章制定。校舎落成並びに記念祝賀会挙行、この日を開校記念日とする。
  - 12月23日 - 校歌制定。
- 1981年（昭和56年）
  - 3月3日 - PTA設立総会開催。
  - 3月12日 - 校歌、校旗披露式挙行。
- 1983年（昭和58年）
  - 4月1日 - 現在地に新築移転。
- 1989年（平成元年）
  - 9月9日 - 創立10周年記念式典挙行。
- 1992年（平成4年）
  - 4月14日 - 武道場「陽翔館」落成式並びに祝賀会挙行。
- 1999年（平成11年）
  - 3月20日 - 創立20周年記念式挙行。
  - 8月 - サッカー部が第30回全国中学校サッカー大会優勝。
- 2001年（平成13年）
  - 5月1日 - さいたま市発足に従い、校名をさいたま市立三室中学校に改称。
- 2009年（平成21年）
  - 5月 - 創立30周年記念事業実施。

## 教育理念
人に学び　物に学び　自然に学ぶ

## 学校教育目標
- 自ら学ぶ生徒の育成
- 心の豊かな生徒の育成
- 健康でたくましい生徒の育成

## 学校行事
- 4月 - 1学期始業式 入学式 新入生歓迎会 離任式
- 5月 - 生徒総会 PTA総会
- 6月 - 3年修学旅行 開校記念日（6月25日）
- 7月 - 1・2年校外学習  1学期終業式
- 9月 - 2学期始業式 文化部発表会 体育祭
- 10月 - 生徒会役員改選選挙 合唱祭
- 11月 - 写生会
- 12月 - 人権講演会 2学期終業式
- 1月 - 3学期始業式 2年舘岩少年自然の教室
- 2月 - 1年未来くるワーク体験（職場体験事業）
- 3月 - 3送会 卒業証書授与式 修了式

## 部活動

### 運動部
- 野球部
- サッカー部
- ソフトボール部
- 陸上競技部
- ソフトテニス部（男子・女子）
- バレーボール部（女子）
- バドミントン部（男子・女子）
- 卓球部（男子・女子）
- バスケットボール部（男子・女子）
- 剣道部（男子・女子）
- 柔道部（男子・女子）
- 吹奏楽部

### 文化部
- 吹奏楽部
- 演劇部
- 美術部
- 自然科学農園部
- 茶道部
- 日本文化部
- 英語部

## 主な卒業生
- 桜井直人 - サッカー選手、サッカー指導者
- 平野又三 - サッカー選手
- 堀之内聖 - サッカー選手
- 藤光謙司 - 陸上選手
- 永田拓也 - サッカー選手
- 大森征之 - サッカー選手

## 交通アクセス
- JR東浦和駅から国際興業バス
「馬場折り返し場」行きを「三室中学校」で下車。
- JR北浦和駅東口から東武バス
「さいたま市立病院」行きを「JA埼玉三室前」で下車し、徒歩10分。